# Oberlückerath
Oberlückerath ist ein Ortsteil der Gemeinde Ruppichteroth.

## Lage
Oberlückerath liegt im Nutscheid. Nachbarorte sind Niederlückerath, Rose und Bornscheid.

## Kapelle

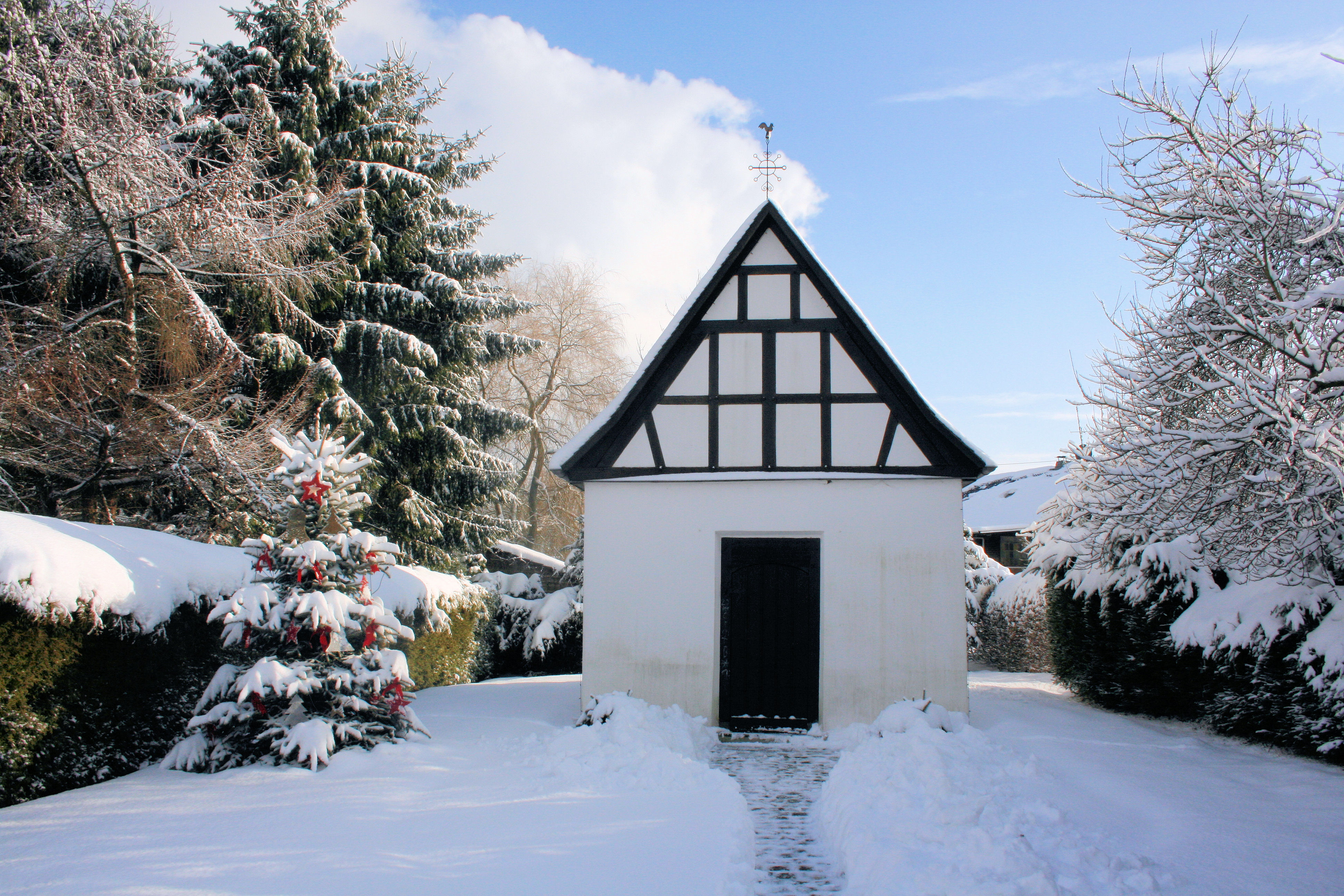
Maria Heimsuchung

Die Kapelle Maria Heimsuchung wurde von der Nachbarschaft erbaut, ein Severin Wirges kam für einen Großteil der Kosten auf. Die Kapelle wurde am 21. Juni 1703 vom Prior des Klosters Bödingen eingeweiht. Geweiht wurde sie neben der Jungfrau Maria auch zu Ehren des heiligen Augustinus und des heiligen Antonius von Padua. Das Kapellenfest findet am 2. Juli statt. Bei schönem Wetter wird an diesem Tag das Hochamt der Kirche Schönenberg zur Kapelle verlegt.

## Einwohner
1666
In der Huldigungsliste von 1666 mussten alle Familienoberhäupter dem neuen Landesherrn huldigen. Für (Ober-)Lückerath sind dort verzeichnet:
Seuren Fahrer, Johangen, Johans Moller, Johans Weirtz, Engell Schoster, Weillem Schmit, Rorich Schmit, Johann Ohr Johans, Peter Ohr Johans, Weinandt des Schmitt Schwager, Engell Landt
1809
hatte der Ort 120 katholische Einwohner.
Laut Adressbüchern Anfang des 20. Jahrhunderts, bei dem auch die Berufe angegeben sind, waren folgende Familien in Oberlückerath wohnhaft:
1901 (113 Einwohner)
Ackerer Heinrich Franken, Ackerer Heinrich Heimann, Dachdecker Franz Karl Hoffstadt, Kleinhändler Joh. Peter Krämer, Ackerer Heinrich Lutz, Ackerer Joh. Anton Müller, Schneider Anton Oedekoven, Ackerer Anton Olbertz, Ackerer Johannes Schmalschläger, Ackerer Joh. Franz Schmitt, Ackerer Christian Schreiber, Ackerer Franz Stommel, Schuster Peter Stommel, Schausteller Wilhelm Stommel, Schuster Wilhelm Tönnes und Maurer Peter Tönnes.
1910
Ackerer Wilhelm Busch, Tagelöhner Peter Hänscheid, Ackerer Heinrich Heimann, Dachdecker Franz Karl Hoffstadt, Ackerer Anton Olberz, Ackerer Anton Schmidt, Ackerer Johann Franz Schmidt, Ackerer Christian Schreiber, Rottenführer Arnold Stommel, Schuster Peter Stommel, Schausteller Wilhelm Stommel, Schuster Wilhelm Tönnes, Ackerin Peter Wirges Witwe